# Csapod, Győr-Moson-Sopron
Csapod  este un sat în districtul Sopron, județul Győr-Moson-Sopron, Ungaria, având o populație de 541 de locuitori (2011). 

## Demografie
Componența etnică a satului Csapod
     Maghiari (95,81%)
     Germani (4,19%)
Componența confesională a satului Csapod
     Romano-catolici (75,79%)
     Fără religie (4,07%)
     Reformați (2,4%)
     Necunoscută (17,19%)
     Luterani (0,55%)
     Alte religii (0,92%)
Conform recensământului din 2011, satul Csapod avea 541 de locuitori. Din punct de vedere etnic, majoritatea locuitorilor (95,81%) erau maghiari, cu o minoritate de germani (4,19%).  Din punct de vedere confesional, majoritatea locuitorilor (75,79%) erau romano-catolici, existând și minorități de persoane fără religie (4,07%) și reformați (2,4%). Pentru 17,19% din locuitori nu este cunoscută apartenența confesională.